# Antoni Pająk
Antoni Pająk (31. července 1893 Bestwina – 25. listopadu 1965 Londýn) byl polský politik. V letech 1955–1965 byl premiérem polské exilové vlády.
Od roku 1914 do roku 1917 byl členem polských legií, které vedl Józef Piłsudski. Krátce na konci první světové války sloužil též v rakousko-uherské armádě. V ozbrojených složkách sloužil i po vzniku samostatného Polska, a to až do roku 1919. Toho roku vstoupil do Polské socialistické strany. V letech 1920 až 1937 byl členem jejího vedení. V letech 1928 až 1930 byl za ni také poslancem Sejmu. Během druhé polské republiky byl též prezidentem a viceprezidentem Asociace válečných invalidů.
V roce 1940 byl zatčen Sověty a uvězněn v pracovním táboře na Sibiři. Po obnovení polsko-sovětských vztahů po německém útoku na SSSR byl propuštěn a stal se diplomatickým zástupcem exilové vlády v republice Sacha. V roce 1942 byl vyhoštěn a transportován do Íránu, kde pak byl v letech 1943–1945 zástupcem polských ozbrojených sil v exilu. Z Íránu se přesunul do mandátní Palestiny a nakonec do Londýna.[zdroj?]
V exilu se stal aktivním politikem. Zemřel krátce po odchodu z funkce exilového premiéra.